# Aloe jucunda
Espèce
Classification APG III (2009)
Statut de conservation UICN

 CR B1ab(iii) : 
En danger critique
Statut CITES
Aloe jucunda est une espèce de plantes à fleurs de la famille des Xanthorrhoeaceae originaire du Kenya, de la Somalie et de l'Éthiopie. Elle est fréquemment confondue avec Aloe squarrosa.